# Morenelaphus
Morenelaphus — це вимерлий рід сарнових оленів, який мешкав у Південній Америці в плейстоцені, починаючи від Пампи до південної Болівії та північно-східної Бразилії. Є лише один визнаний вид, Mornelaphus brachyceros. Це був великий олень, причому маса тіла деяких екземплярів перевищувала 200 кілограмів. Роги були понад 70 см у довжину, і зовні схожі на роги оленів, що належать до підродини Cervinae, як-от благородний олень. Скам'янілості представників роду були знайдені в формаціях Агуа Бланка, Фортін Трес Посос і Лухан в Аргентині, формації Суапуа в Болівії, Санта-Віторія-ду-Пальмар на півдні Бразилії, Парагваї та формації Сопас в Уругваї.
Аналіз стоматологічного мікрозносу свідчить про те, що моренелаф харчувався змішаним кормом, включаючи траву та, можливо, з періодичним ковтанням піску. Він вимер під час переходу від плейстоцену до голоцену, приблизно 12 000 років тому, можливо, в результаті зміни клімату та харчового стресу.